# Maio (concelho)
Maio – jedno z dwudziestu dwóch concelhos w Republice Zielonego Przylądka. Położone jest na wyspie Maio.

## Miejscowości
- Alcatraz
- Calheta
- Barreiro
- Cascabulho
- Figueira
- Morro
- Morrinho
- Pedro Vaz
- Pilão Cão
- Porto Inglês
- Praia Gonçalo
- Ribeira Dom João
- Santo António

## Demografia
| Populacja Maio (1940—2015) | Populacja Maio (1940—2015) | Populacja Maio (1940—2015) | Populacja Maio (1940—2015) | Populacja Maio (1940—2015) | Populacja Maio (1940—2015) | Populacja Maio (1940—2015) | Populacja Maio (1940—2015) | Populacja Maio (1940—2015) |
| -------------------------- | -------------------------- | -------------------------- | -------------------------- | -------------------------- | -------------------------- | -------------------------- | -------------------------- | -------------------------- |
| 1940                       | 1950                       | 1960                       | 1970                       | 1980                       | 1990                       | 2000                       | 2010                       | 2015                       |
| 2237                       | 1924                       | 2680                       | 3466                       | 4098                       | 4969                       | 6742                       | 6952                       | 6980                       |

## Ludzie związani z Maio
- Walter Tavares - koszykarz